# Raúl Magaña
Raúl Alfredo Magaña Monzón (* 24. Februar 1940 in Santa Ana; † 30. September 2009 in San Salvador), auch bekannt unter seinem Spitznamen „Araña“, war ein salvadorianischer Fußballspieler auf der Position eines Torwarts. Er gilt als einer der besten Torhüter in der Geschichte des salvadorianischen Fußballs.

## Leben
Magaña begann seine Laufbahn bei seinem Heimatverein Club Deportivo FAS, mit dem er zwischen 1957 und 1963 dreimal die salvadorianische Fußballmeisterschaft gewann. Anschließend wechselte er ins Nachbarland Guatemala, wo er in der Saison 1963/64 mit dem CSD Municipal auch die guatemaltekische Fußballmeisterschaft gewann.
In den nächsten Jahren spielte er auch für den Alianza FC und Atlético Marte; zwei weitere große Vereine in El Salvador, mit denen er insgesamt drei weitere Meistertitel gewann. Der größte Erfolg mit dem Alianza FC auf internationaler Ebene war der Sieg gegen den FC Santos mit Pelé.
Der Höhepunkt seiner fußballerischen Laufbahn war die Teilnahme an der Fußball-Weltmeisterschaft 1970 in Mexiko, bei der er alle drei Spiele der salvadorianischen Fußballnationalmannschaft bestritt. Diese betreute er später auch mehrfach als Trainer, zuletzt im Jahr 1987.
Magaña verstarb im Alter von 69 Jahren an einem Magenkarzinom.
Der unter dem Spitznamen Araña bekannte Torhüter gilt als einer der besten der salvadorianischen Fußballgeschichte.

## Erfolge
- Salvadorianischer Meister: 1957/58, 1961/62, 1962, 1965/66, 1968/69, 1970
- Guatemaltekischer Meister: 1963/64